# Larraix

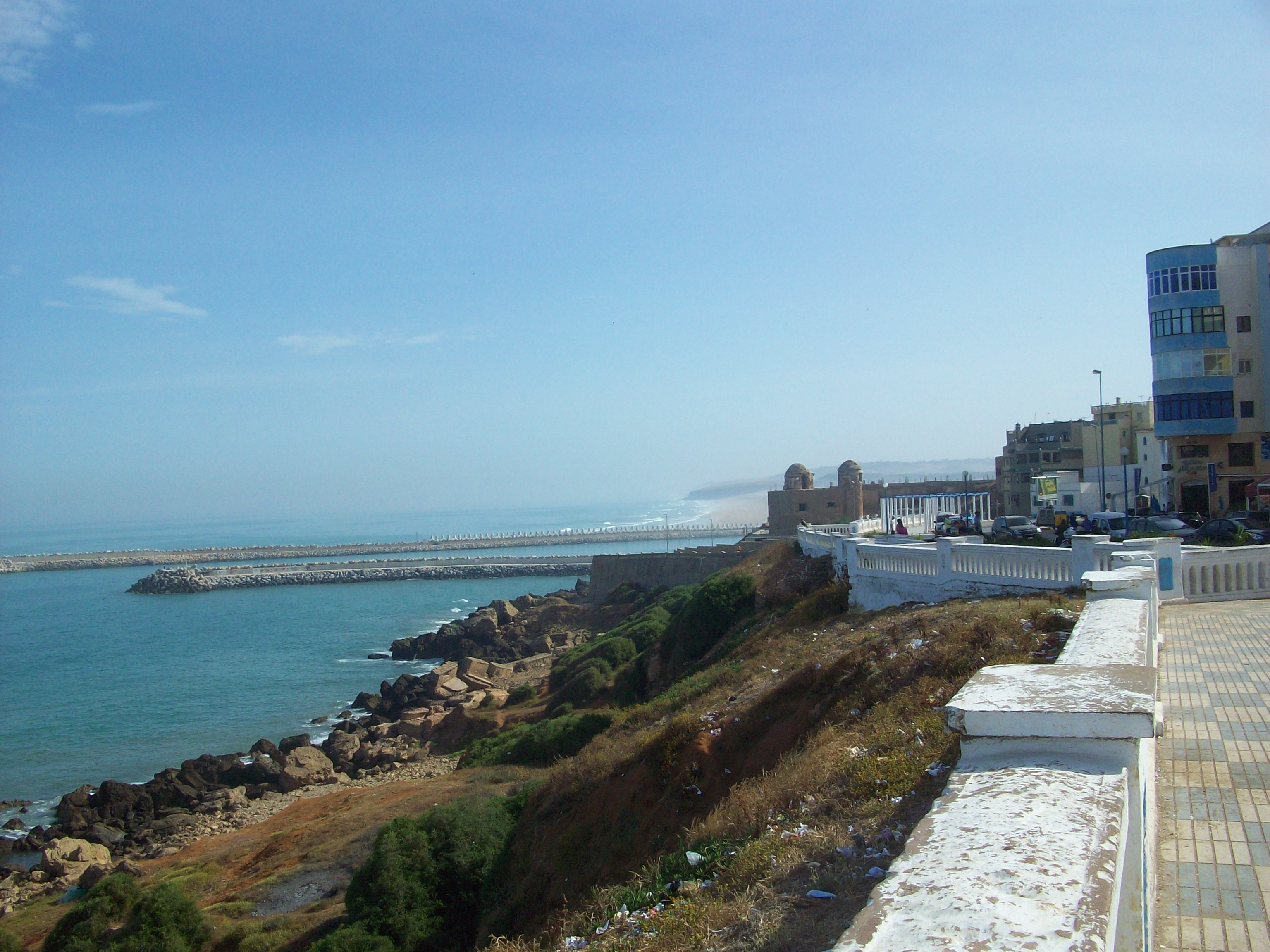
Larraix

Larraix (àrab: العرائش, al-ʿArāʾix; amazic: ⴰⵄⵔⵉⵛ, Aàrich, castellà i francès: Larache) és una ciutat del Marroc, a la província homònima de la regió de Tànger-Tetuan-Al Hoceima. Segons el cens de 2014 tenia una població total de 125.008 persones. Es troba a 86 km de Tànger. És l'antiga Lixus. Recentment, hi han sorgit barris nous, en especial Almaghrib Aljadid (‘el Marroc nou’).

## Llocs

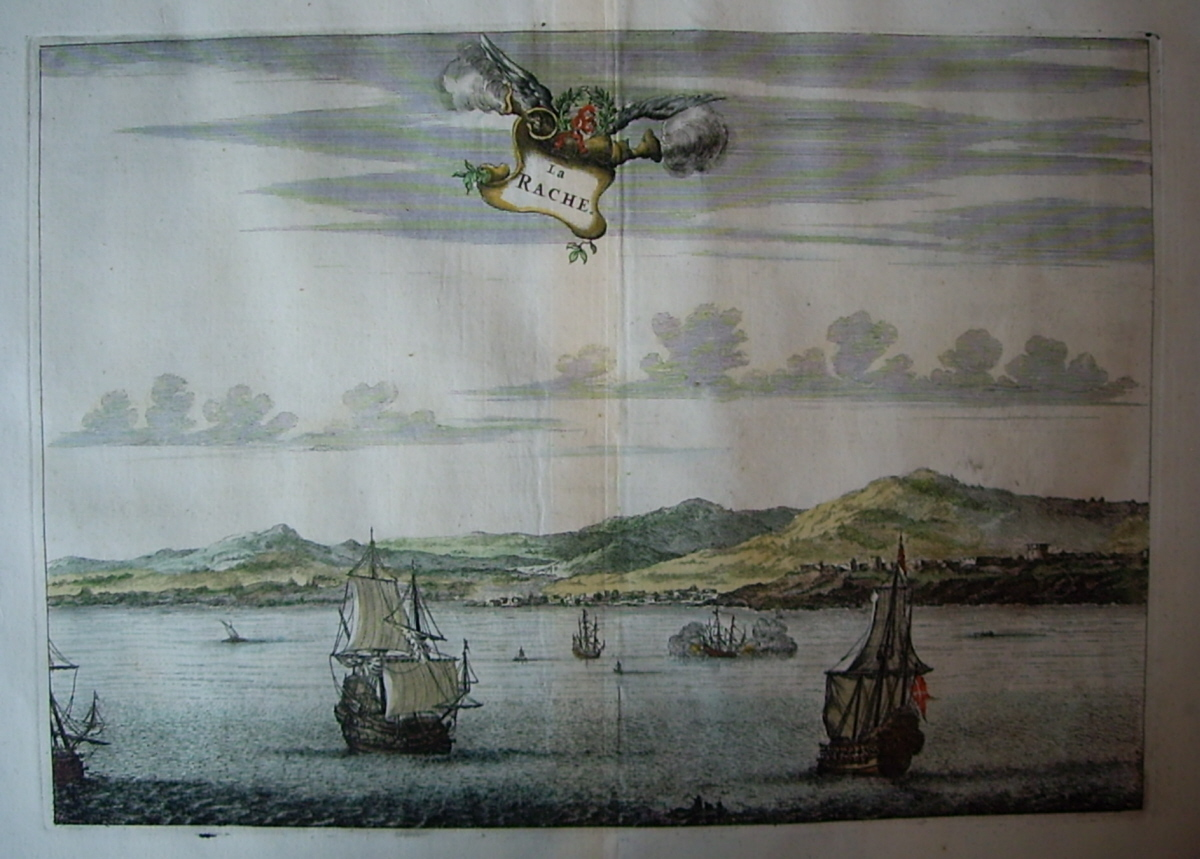
Vista del port de Larraix, 1670

Els llocs principals de la ciutat són:
- Porta Bab el Khemis
- La medina
- El soc Esseghir (Petit Soc)
- El mercat de verdures
- Cases andalusines
- La pineda de 2 km al costat de la mar
- Cementiri espanyol amb les tombes de Jean Genet (1910-1986) i de Juan Goytisolo (1931-2017)
- La platja

## Altres dades
El patró de la ciutat és Lalla Mennana, la kubba del qual marca l'entrada de la medina.

## Agermanaments
- Almuñécar (Andalusia)
- Falluja (Iraq)

## Història

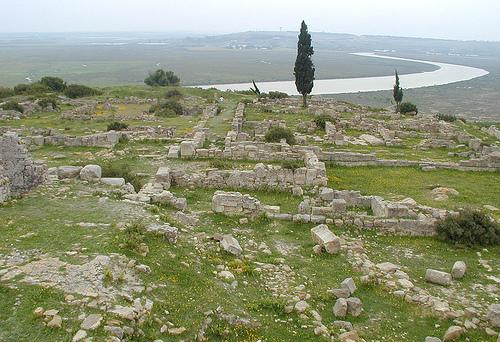
Lixus

En aquesta zona, al turó Txemmix situat a l'altre costat del riu Lukkos (clàssic Locus), on ara és Larraix, els fenicis van fundar un centre comercial anomenat Lixus al segle viii aC (no hi ha proves d'un assentament anterior, tot i que la llegenda situava la fundació de la ciutat entre 1100 i 1000 aC), el qual vers el segle v aC va passar a la influència de Cartago. Va formar part del Regne de Mauritània i després de la província romana de la Mauritània Tingitana, i la ciutat fou declarada colònia romana; va arribar a la màxima prosperitat sota Claudi (41-54). Els antics creien que era el lloc del jardí de les Hespèrides amb les seves pomes d'or. Sota els romans, la ciutat tenia banys, temples, muralles (del segle iv) i cases amb mosaics. La ciutat vivia principalment de la pesca. Va subsistir fins a l'arribada dels musulmans al segle vii, com testimonien les restes d'una antiga mesquita.
S'hi van fer unes excavacions entre 1948 i 1969. El 1989 es va iniciar un estudi acurat dels mosaics. La superfície excavada fins ara representa el 20% de les 75 hectàrees que ocupava Lixus.
Després, se suposa que la zona fou abandonada. Lixus, ni amb aquest ni amb cap altre nom, no és esmentada abans del segle xiii. Probablement, fou fundada al segle xii per la tribu dels Banu Arus, que la va batejar com al-Arish mta Bni Arus ('Les vinyes dels Banu Arus') per les vinyes de la regió. El soldà almohade Yakub hi va construir una fortalesa a la desembocadura del ued (uadi) Lukkos. Un atac castellà en un cop de mà es va produir el 1270.
Després de la instal·lació dels portuguesos a Ceuta el 1415, van fer un atac a Larraix que no va tenir ni resultats ni continuïtat. El 1471, els portuguesos (rei Alfons V de Portugal) van ocupar Asilah i Tànger, i en el tractat de pau els marroquins van haver d'evacuar Larraix, que va quedar dins la zona d'influència portuguesa, tot i que va restar despoblada durant 20 anys. El 1489, Joan II de Portugal va fer construir a 15 km de Larraix (en direcció a l'interior), a la vora del Lukkos, al punt de la confluència amb el ued Mkhazen, una fortalesa que podia amenaçar Fes i Kasr al-Kabir, i que es va anomenar Graciosa; la guarnició fou assetjada, i delmada pel paludisme, mal avituallada i sense rebre socors, ja que el uadi no era sempre navegable pels bots. Es va rendir després d'una llarga resistència, i es va poder retirar honorablement.
Llavors, al-Arish, ara al-Araish, fou restaurada per Mawlay al-Nasir, fill del soldà wattàssida Muhammad al-Shaykh. El 1491 se'n va construir la casba. Els habitants vivien de la pesca, del bosc i del carbó amb la fusta del bosc, que s'enviava a Tànger i Asilah, però vivien amb por de les incursions portugueses, freqüents a la comarca. El 1504, els portuguesos van atacar la mateixa ciutat. El 1546, foren vaixells espanyols de Cadis els que l'atacaren. Tot i així, el port prosperava perquè era l'únic del nord del Marroc que no estava en mans de cristians, i a més era ben proper a Fes. Els portuguesos hi tenien un feitor (de feitoria = 'factoria') o encarregat comercial; els vaixells genovesos hi venien sovint (un castell a l'entrada del port s'anomenava castell dels genovesos).

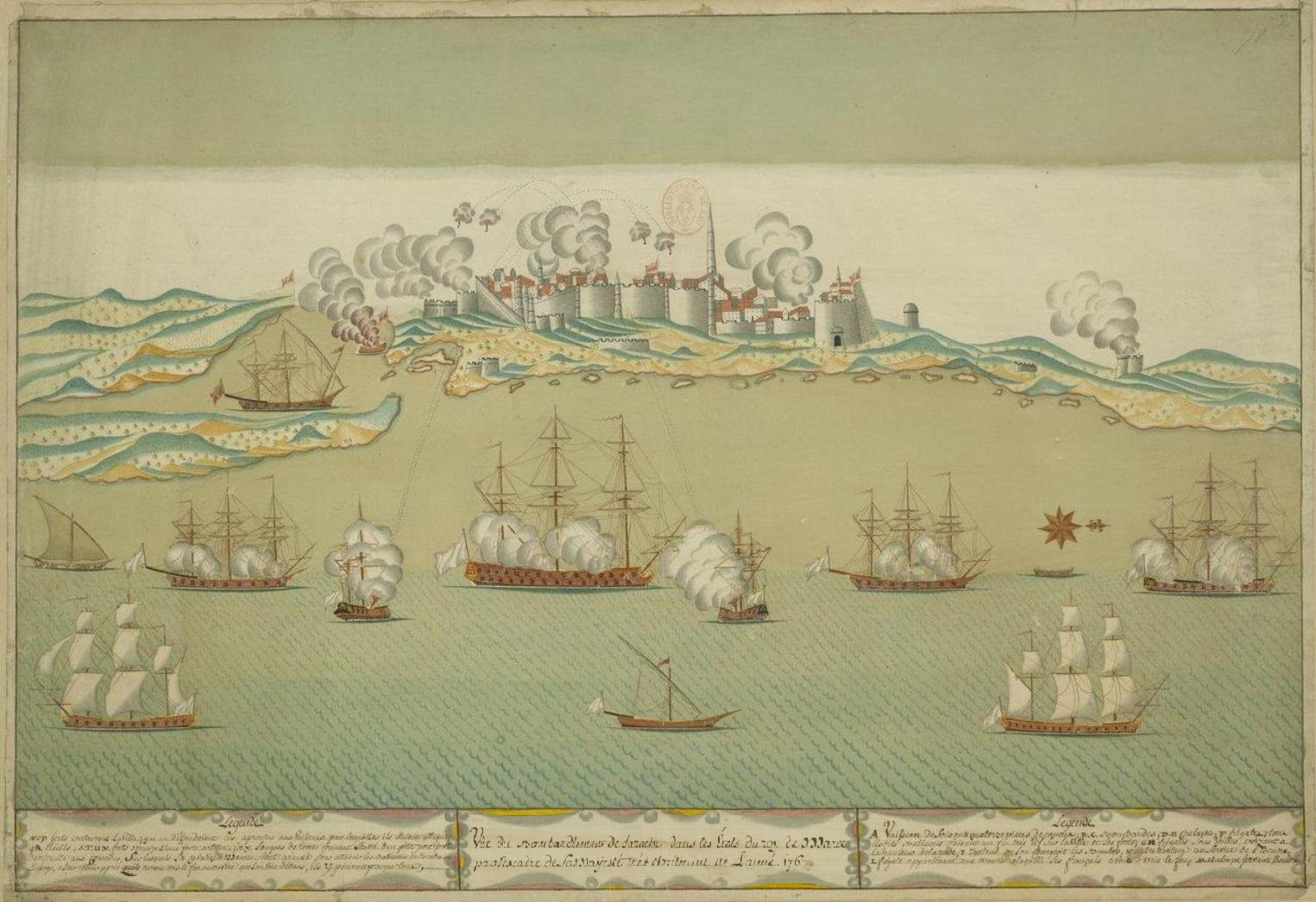
Bombardeig de Larraix per les tropes franceses

Abans del 1550, ja s'havien desenvolupat algunes pirateries centrades en el port, però, després de l'evacuació d'Asilah pels portuguesos el 1550, aquestes augmentaren i van arribar a un punt prou alt després del 1600. El rei de Castella i Catalunya-Aragó Felip III va decidir ocupar el port, cosa que es va fer el 1610 mitjançant un acord amb el soldà sadita Al-Mamun ibn Àhmad a canvi del suport castellà a la lluita pel tron sadita. Espanya va conservar Larraix fins al 1689, quan fou represa per l'alauita Mawlay Ismail. D'aquesta època, resta el castell de las Cigüeñas (Santa María de Europa) al sud-sud-oest de la ciutat.
La ciutat fou repoblada amb gent de la muntanya i del Rif. Després d'aquesta data, s'hi van produir alguns atacs o bombardejos per mar poc rellevants, el principal dels quals fou el 1765 per l'almirall francès Du Chaffault, que fou rebutjat. El 1860, durant la guerra amb Espanya, els espanyols van bombardejar la ciutat.
Fou ocupada una altra vegada el 1911, el 8 de juny, quan hi desembarcaren les forces espanyoles que la van conservar fins al 1956. Vegeu: Protectorat espanyol al Marroc.